# 施皮爾霍夫巴赫河
49°37′47″N 12°28′33″E / 49.62969°N 12.47591°E

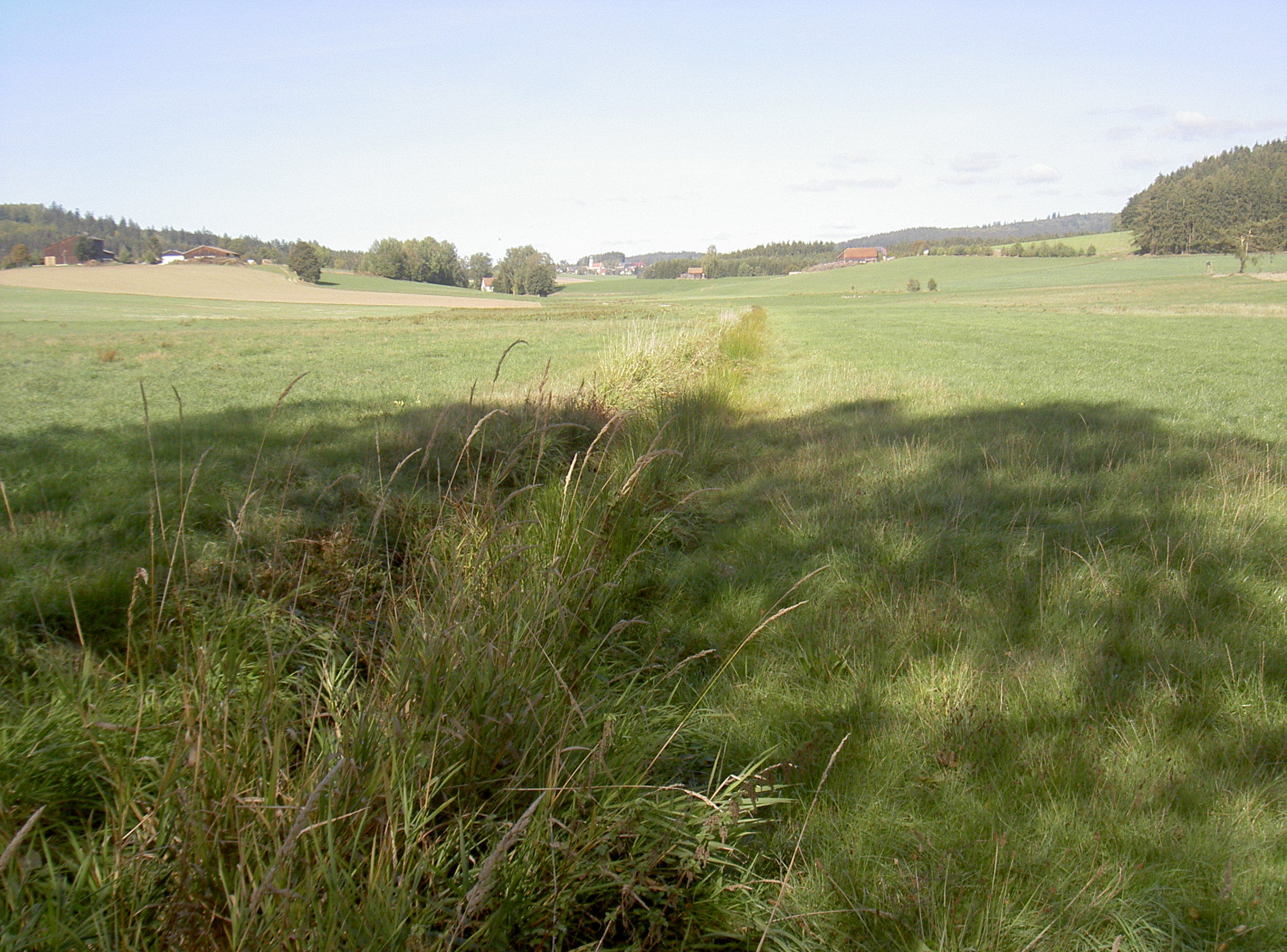

施皮爾霍夫巴赫河是德國的河流，位於該國東南部，由巴伐利亞負責管轄，屬於勞內特巴赫河的右支流，河道全長5.7公里，流域面積6.5平方公里。